# Зичи, Михаил Александрович
Ми́хай Зи́чи, Михаи́л Алекса́ндрович Зи́чи (венг. Zichy Mihály; 14 или 15 октября 1827, Зала, Австрийская империя — 28 февраля 1906, Санкт-Петербург, Российская империя) — венгерский художник из знатного рода Зичи, много лет работавший в России. Писал портреты, жанровые сцены, акварели, иллюстрировал книги. Академик (с 1858), почётный член (с 1898) Императорской Академии художеств.
Хотя Зичи и был живописцем, писавшим картины маслом, в первую очередь он прославился как виртуозный рисовальщик, создавший как циклы книжных иллюстраций (к произведениям Лермонтова, Гоголя и т. д.), так и большое количество сцен из русской жизни — как придворной, так порою и народной, а также жизни национальных окраин России. В Грузии Зичи особенно почитается как автор первого цикла иллюстраций к поэме Шота Руставели «Витязь в тигровой шкуре».
В творчестве Зичи сочетаются высокое мастерство и точность в передаче увиденного; его рисунки являются важным источником по истории придворной жизни Российской империи (в той мере, в какой источником вообще может служить рисунок). Рисованные портреты представителей русской аристократии, исполненные Зичи, отличаются сходством и верностью деталей.
В Грузии и на родине художника, в Венгрии, ему установлены памятники. В Венгрии также существует музей Зичи, расположенный в родовом доме художника. В России творчество Зичи при его жизни пользовалось огромной популярностью, однако позже он был незаслуженно забыт.

## Биография

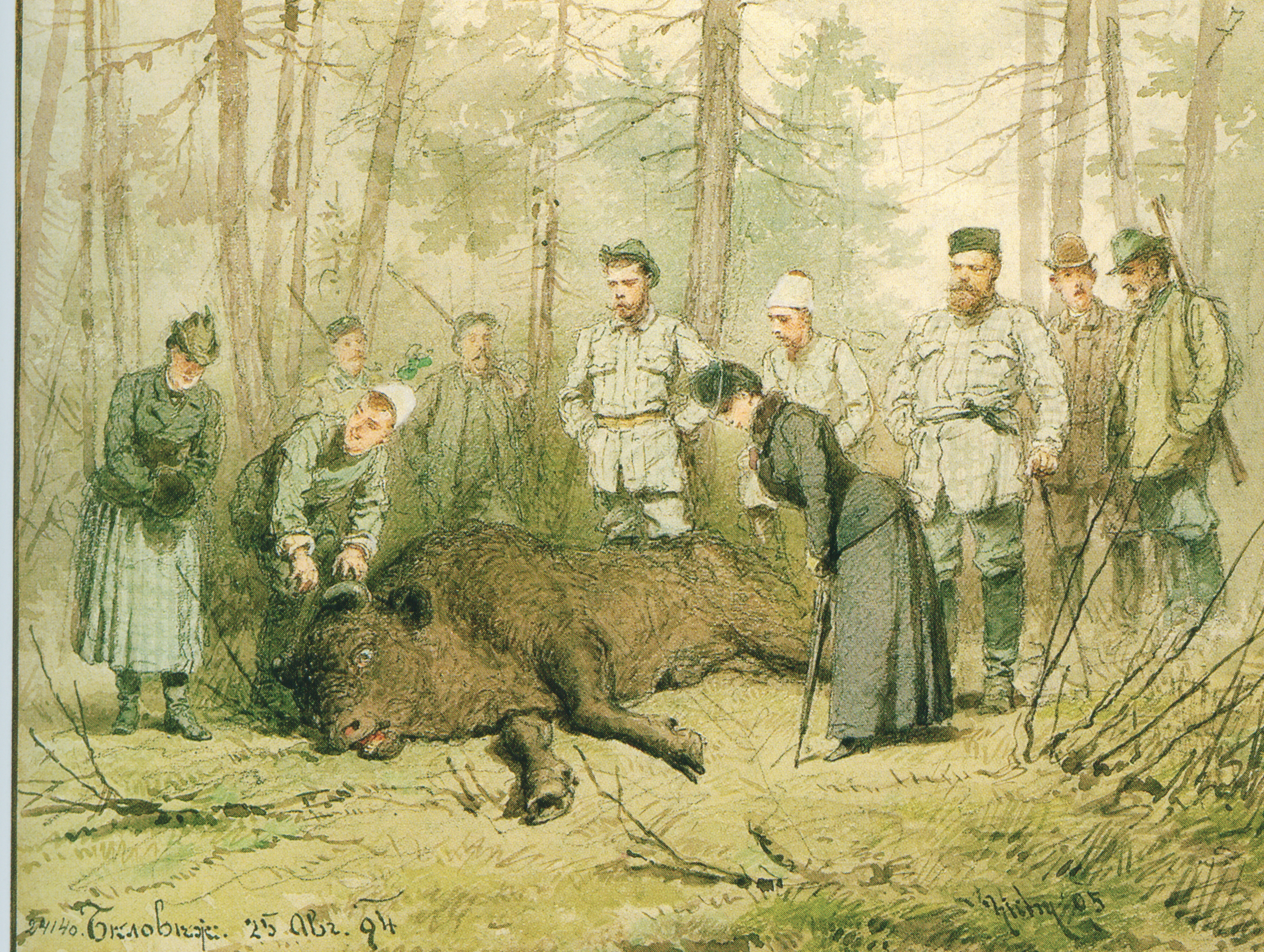
«Александр III на охоте в Беловежской пуще в августе 1894 г.»

Получил гимназическое и университетское образование в Пеште, а потом изучал рисование и живопись сперва там же, у итальянского художника Якоба (Джакомо) Марастони, а потом в Венской академии художеств, где его главным наставником был Ф. Г. Вальдмюллер. Заслужив уже некоторую известность своими выставлявшимися в Вене картинами, такими как «Выздоравливающая девушка молится перед образом Богоматери», «Умирающий рыцарь» (1844), «Заколачивание гробика ребёнка» (находится в будапештском музее), «Распятие»; а также созданием запрестольного образа для Фюнфкирхенского собора (1845), Зичи был приглашен по рекомендации Вальдмюллера великой княгиней Еленой Павловной в преподаватели рисования и живописи к её дочери, великой княжне Екатерине Михайловне.
В Санкт-Петербург Зичи прибыл в 1847 году и, кроме занятий с великой княжной Екатериной Михайловной, давал также уроки в некоторых аристократических петербургских домах. Через два года Зичи пришлось отказаться от учительства и изыскивать себе средства к жизни изготовлением рисунков для продажи и ретушированием светописных портретов. В эту трудную пору своей жизни художнику оказывал некоторую поддержку принц Александр Гессен-Дармштадтский. Улучшением своего положения Зичи обязан французскому писателю Теофилю Готье, посетившему в 1858 году Санкт-Петербург. В книге «Путешествие в Россию» он посвятил Зичи десятую главу, в которой оценил его как гениального рисовальщика, что принесло художнику славу и популярность в петербургском обществе.

### Придворный живописец Романовых
В 1859 году Зичи был назначен придворным живописцем и оставался в этом звании до 1873 года. В этот 15-летний период своей деятельности он выполнил множество рисунков, изображающих различные происшествия придворной жизни, сцены императорской охоты, карикатуры на людей, близких ко двору, и т. п. (работы находились, в основном, в императорских дворцах и альбомах высочайших особ). 

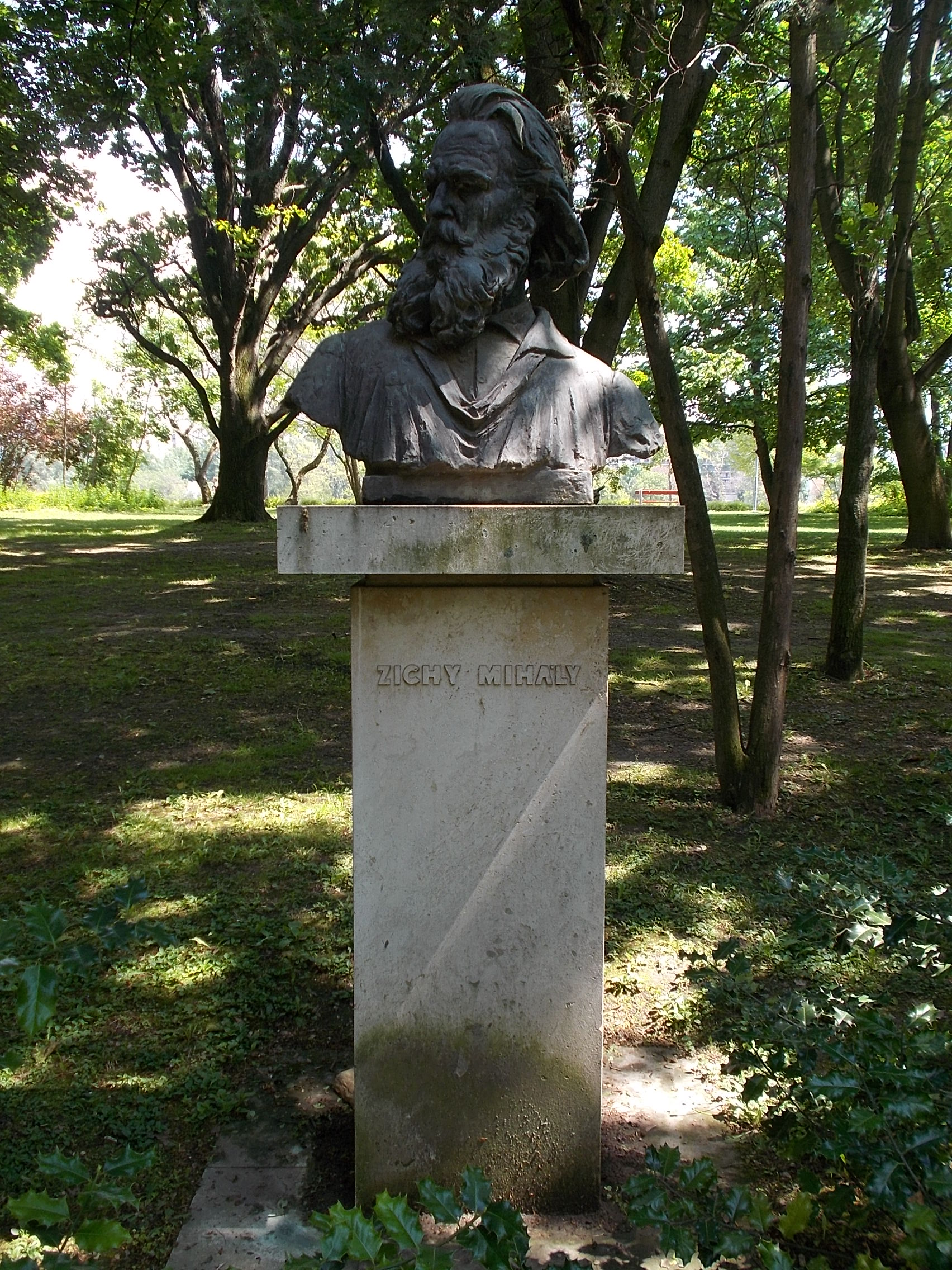
Бюст Михая Зичи в Будапеште на острове Маргит.

Ещё перед этим, в 1856 году, он воспроизвёл коронацию императора Александра II в серии акварелей, за которые Санкт-Петербургская академия художеств присудила ему звание академика. В 1869 году была устроена выставка его произведений.
В 1860 году Зичи нарисовал акварелью шуточную колоду игральных карт с натурными изображениями Александра II и других участников любимого развлечения императора — зимней охоты в окрестностях Петербурга.

### Парижские годы
В 1874 году Зичи уехал в Париж, где написал, в том числе, картину «Австрийская императрица Елизавета возлагает венок на гроб политика Ференца Деака», а также помещал свои рисунки в иллюстрированных изданиях.

### Снова в России
В 1880 году Зичи вернулся в Россию на прежнюю должность и жил в Санкт-Петербурге до своей смерти в феврале 1906 г. В эти годы он создал немало работ в качестве рисовальщика-хроникёра церемоний, развлечений и семейных событий высочайшего двора. После смерти Зичи его останки были отправлены в Будапешт и там преданы земле на кладбище Керепеши.

## Творчество
Кроме многочисленных произведений, созданных Зичи в России качестве придворного живописца, широко известны его иллюстрации к «Герою нашего времени» М. Ю. Лермонтова и поэме «Витязь в тигровой шкуре» Ш. Руставели. Заслуживают внимания и многие другие его произведения живописи и графики. В коллекции музея М. Ю. Лермонтова в Пятигорске хранятся иллюстрации М. Зичи к стихам Лермонтова, преподнесённые в дар музею самим художником во время его путешествия по Кавказу в 1883 г.
На протяжении всей жизни М. Зичи поддерживал тесные связи со своей родиной, с венгерскими деятелями литературы и искусства. Им созданы иллюстрации к стихотворной философской драме И. Мадача «Трагедия человека», балладам Я. Араня, документальному изданию «Венгерский народ» М. Йокаи и другим произведениям.
Среди наследия Зичи имеются работы эротического содержания. В 1911 году в Лейпциге в количестве 300 экземпляров был издан альбом «Любовь» с 40 его рисунками эротического характера, выполненными в технике гелиогравюры с затемнённой сепией.

## Память
В Тбилиси имя Михаила Зичи носит улица, а в Парке 9 апреля ему установлен памятник.

## Галерея

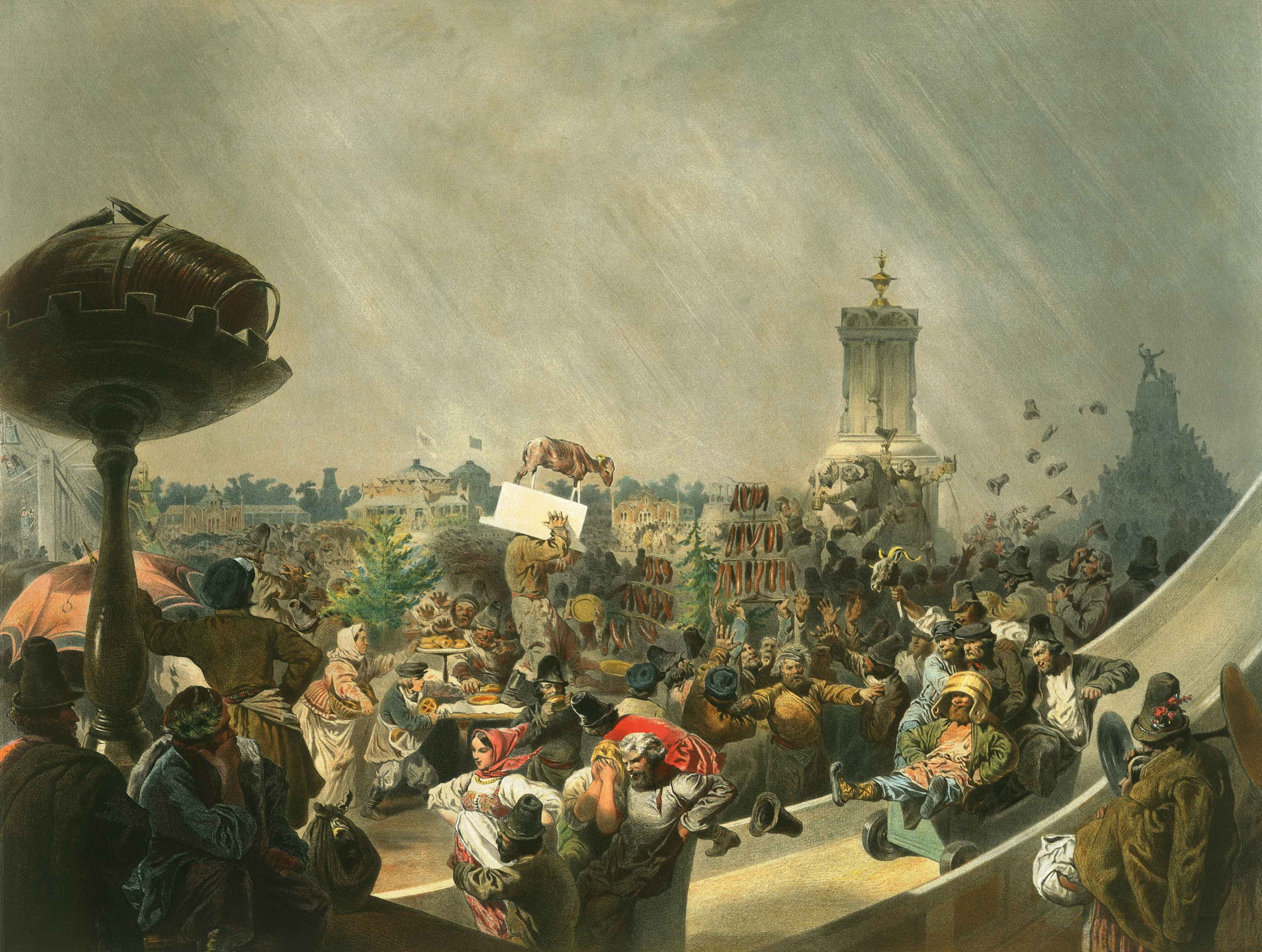
Раздача бесплатных угощений и развлечения для простого народа перед Петровским путевым дворцом в Москве по случаю императорской коронации. Рисунок с натуры, 1856.
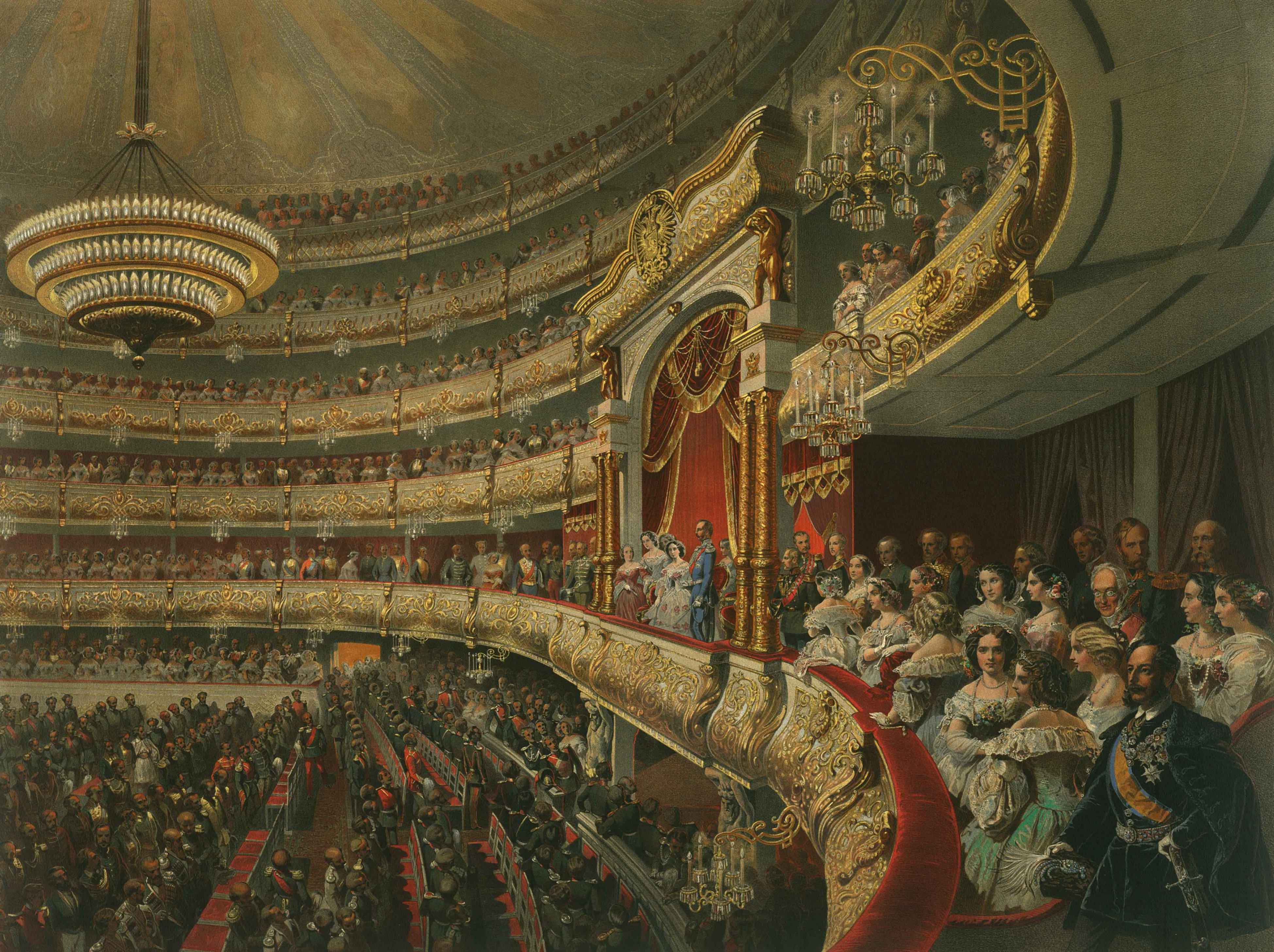
Император Александр II в Большом театре, 1856.
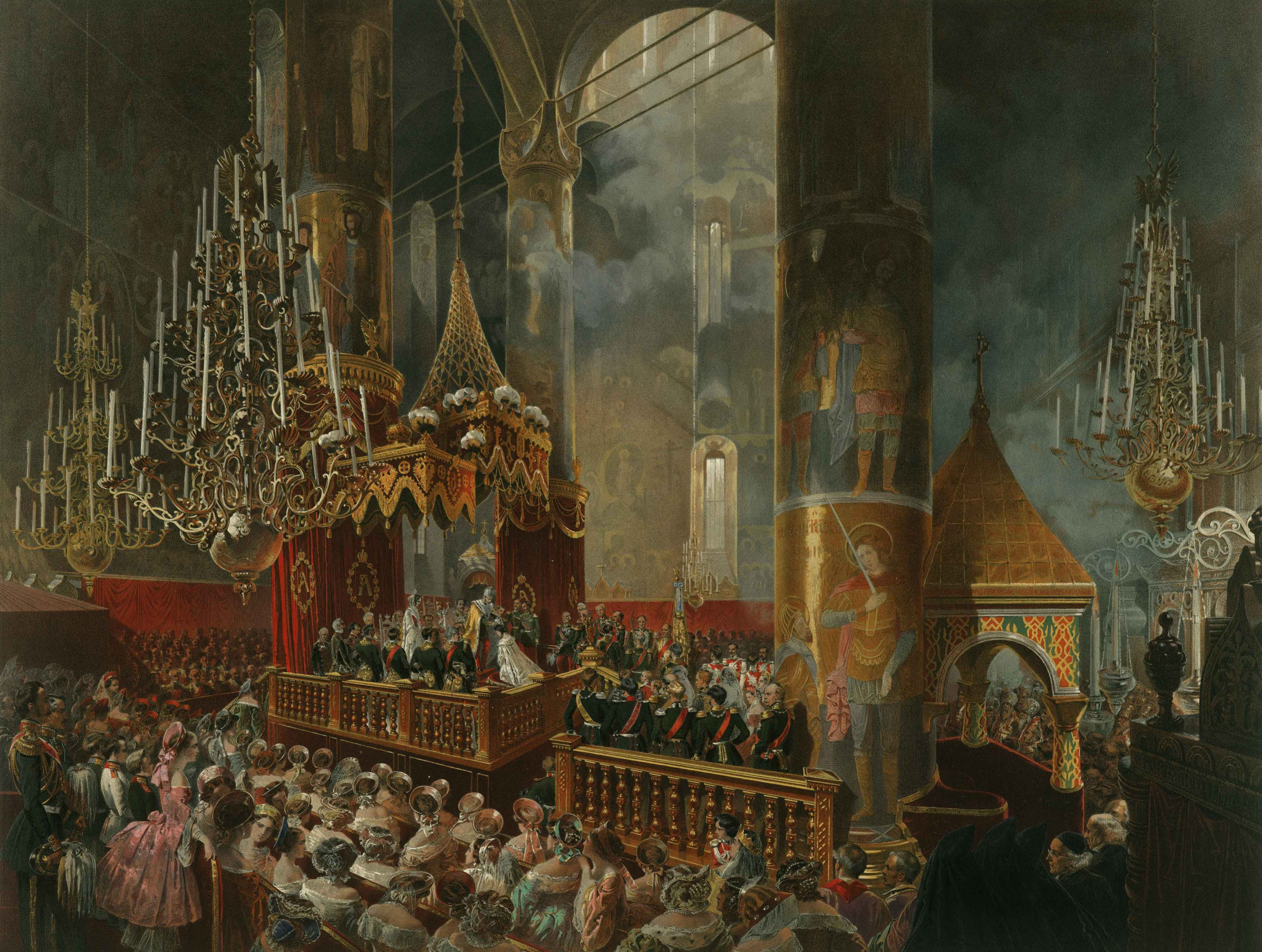
Коронация императрицы Марии Александровны в Успенском соборе Московского кремля, 1857. Рисунок с натуры.
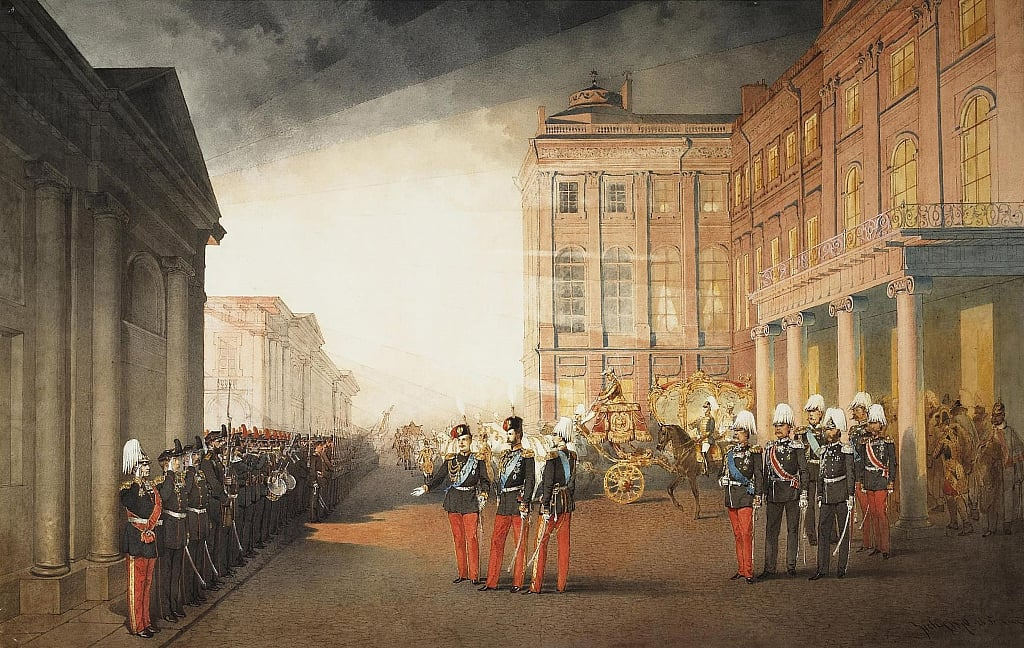
Парад Астраханского Его Императорского Величества Наследника Цесаревича гренадерского полка перед Аничковым дворцом 26 февраля 1870 года по случаю дня рождения Александра III, 1870.
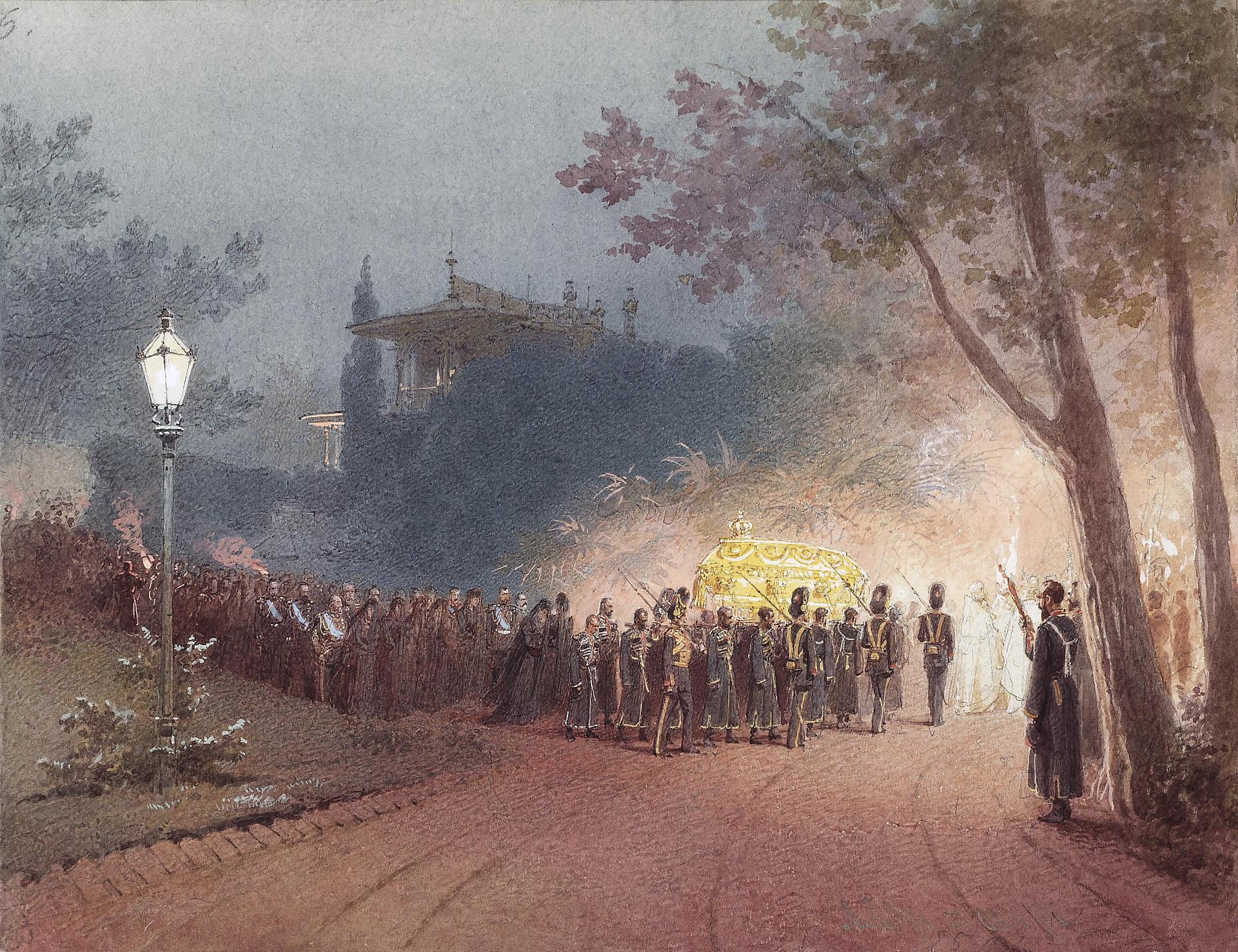
Вынос тела Александра III из Малого дворца в Ливадии, 1895.
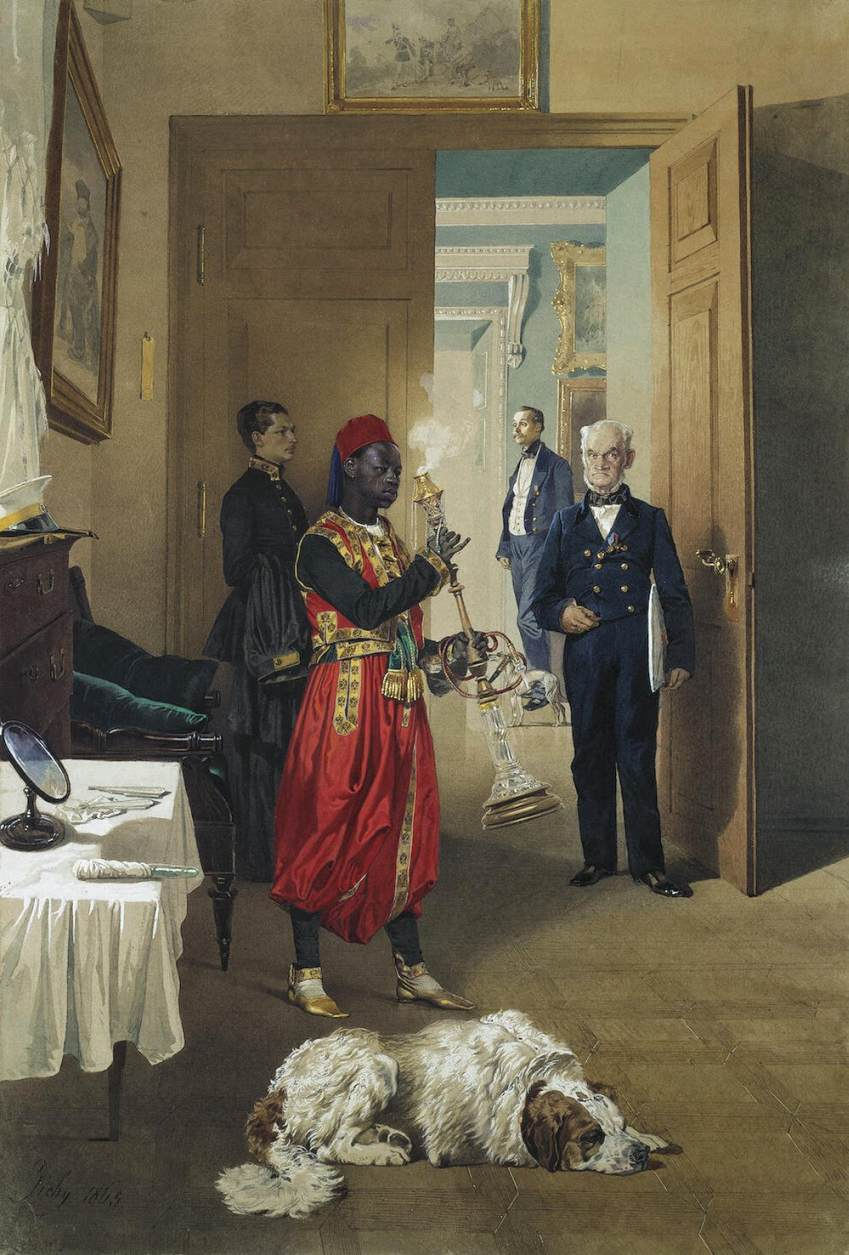
Передняя в Зимнем дворце. На переднем плане один из арапов высочайшего двора в форменной одежде. Рисунок с натуры.
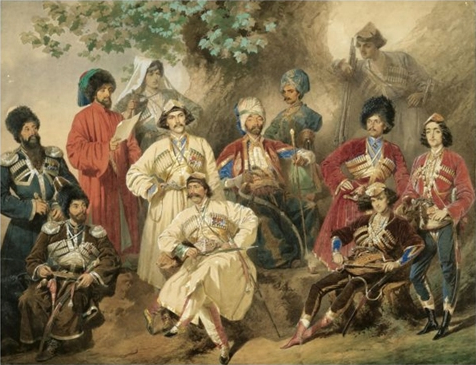
Жители различных земель Кавказа. Компиляция зарисовок с натуры, 1881.
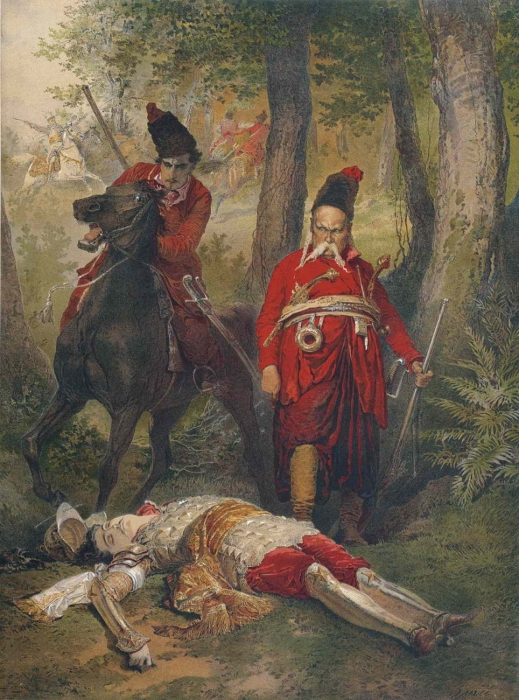
Иллюстрация к «Тарасу Бульбе» Н. В. Гоголя, 1890.
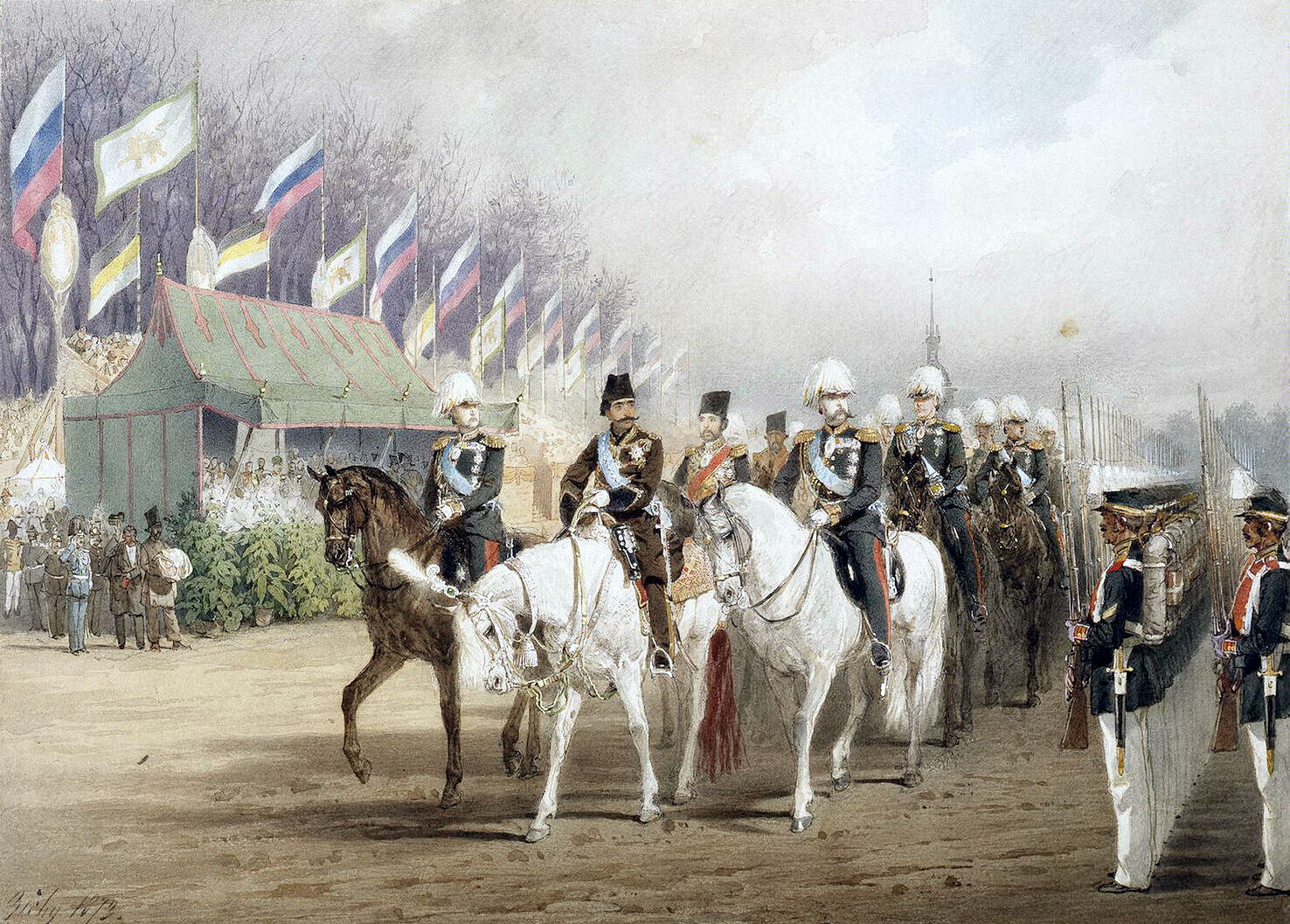
Император Александр Второй показывает персидскому шаху Насер ад-Дину Каджару парад русских войск на Царицыном лугу. Рисунок с натуры.
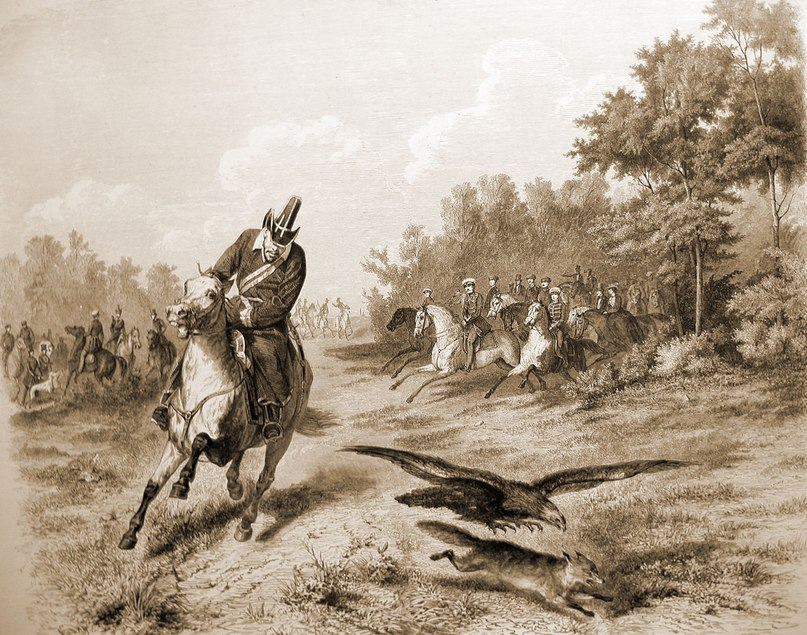
Башкирская соколиная охота  в присутствии императора Александра II. Рисунок с натуры.
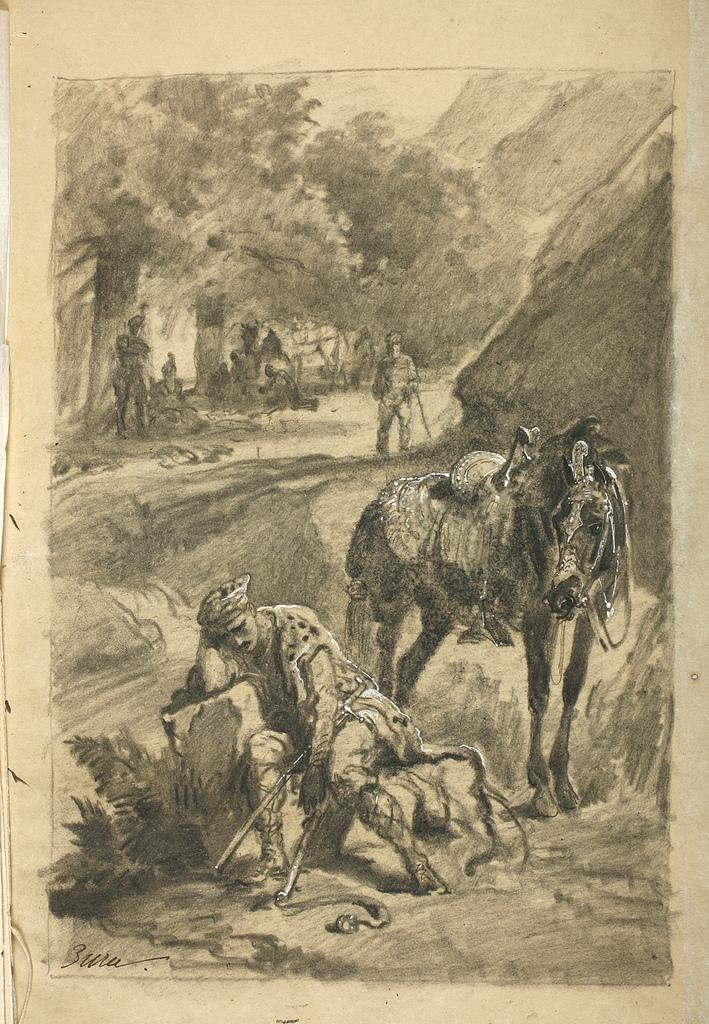
Иллюстрацию к «Витязю в тигровой шкуре» Шота Руставели.
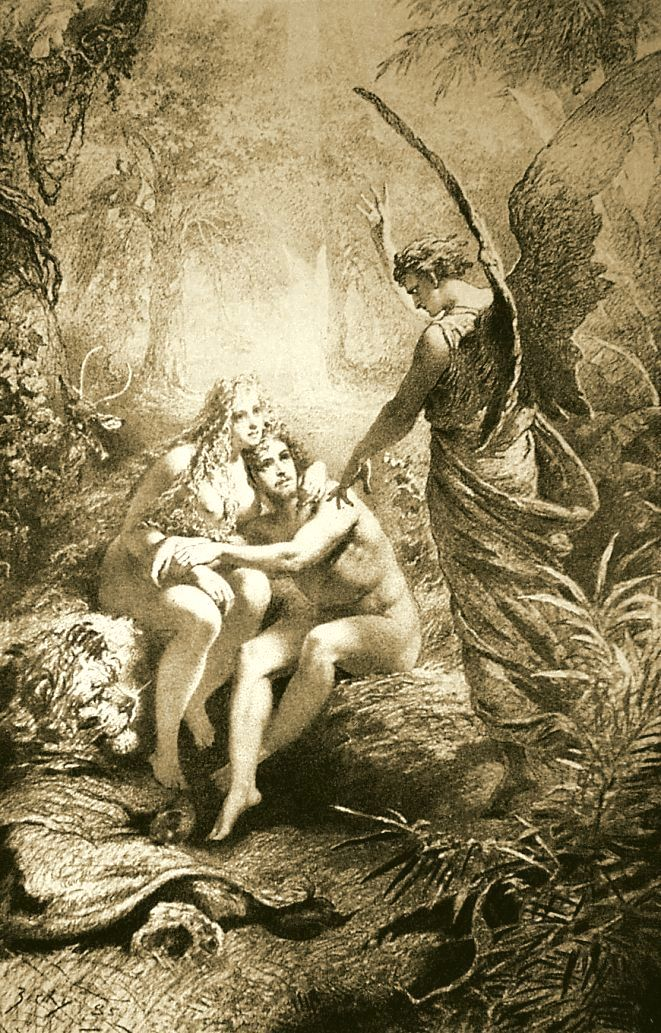
Адам и Ева, 1887, иллюстрация к стихотворной философской драме «Трагедия человека» Имре Мадача.
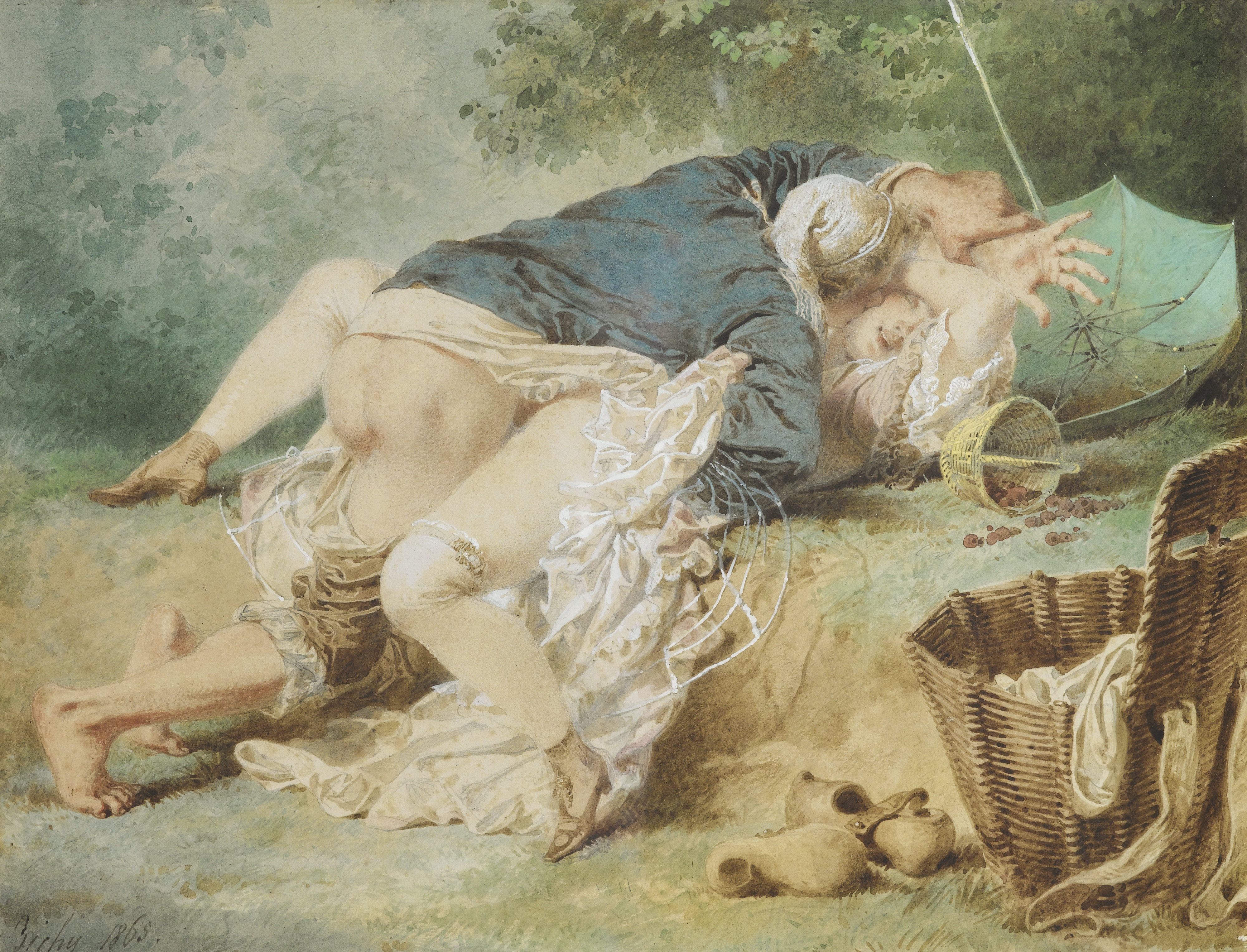
Влюбленные в парке, 1856.
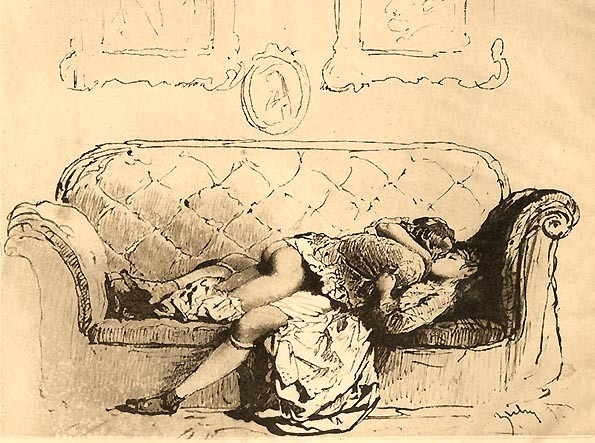
Из цикла Любовь.